# 별을 쫓는 소년들
별을 쫓는 소년들은 매주 월요일마다 네이버 웹툰에서 연재 중인 웹툰이다.

## 등장인물
- 솔

무명 아이돌로 활동중인 스타원의 일원.스타원 멤버중 가장 먼저 마법이 발현되었다.
- 유진

마찬가지로 스타원의 일원.
- 비켄

스타원의 일원.
- 타호

스타원의 일원.
- 아비스

스타원의 일원.스타원 멤버중 마법이 두번째로 발현되었다.

## 같이 보기
- HYBE
- 투모로우바이투게더